# Overschie

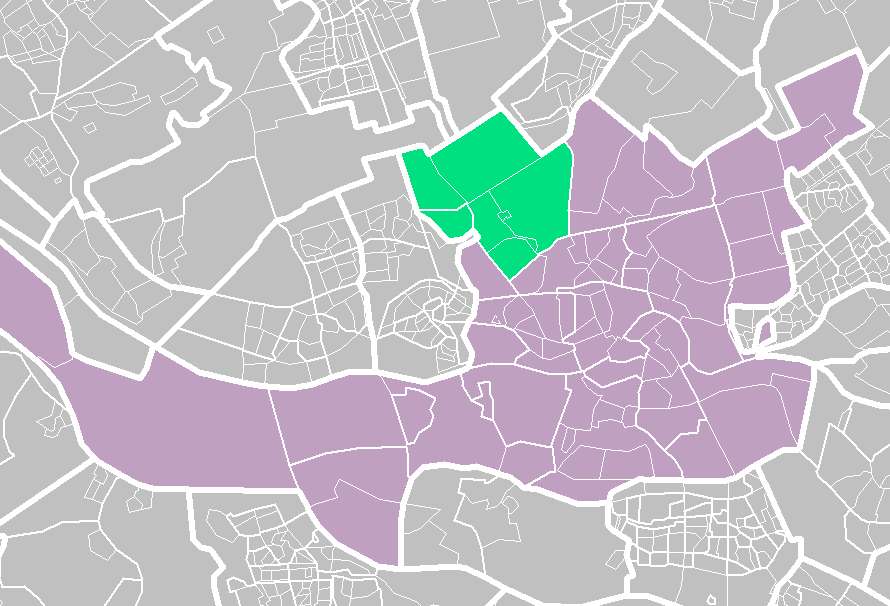
Overschies läge i kommunen.

Overschie är en av Rotterdams fjorton kommundelar (bestuurscommissiegebieden, till 2014 deelgemeenten) och hade år 2004 16 184 invånare och en total area på 17,30 km².